# روفوس ويلموث غريسولد
روفوس ويلموث غريسولد (بالإنجليزية: Rufus Wilmot Griswold) (و. 1815 – 1857 م) هو صحفي، وأنثولوجي، وناقد أدبي، وشاعر، وكاتب  أمريكي، ولد في بنسون، كان عضوًا في حزب اليمين، توفي في مانهاتن، عن عمر يناهز 42 عاماً ، بسبب سل.

## مناصب
تولى منصب رئيس تحرير
.